# Oleamid
Oleamid je amid oleinske kiseline. On je endogena supstanca, koja se prirodno javlja u telu životinja. On se akumulira u cerebrospinalnom fluidu tokom deprivacije sna i indukuje san kod životinja. On je izučavan kao potencijalni medicinski tretman za poremećaje raspoloženja i sna, i kanabinoidima regulisane depresije.